# آق تپه دوبراله
آق تپه دوبراله مربوط به هزاره اول قم تا دوره ساسانیان است و در شهرستان اسدآباد، بخش مرکزی، روستای دوبراله واقع شده و این اثر در تاریخ ۱۰ بهمن ۱۳۸۳ با شمارهٔ ثبت ۱۱۳۷۱ به‌عنوان یکی از آثار ملی ایران به ثبت رسیده است.